# Marcantonio III Colonna
Marcantonio III Colonna (Roma, 11 novembre 1575 – 1º novembre 1595) fu un membro della famiglia principesca romana dei Colonna nel ramo di Paliano.

## Biografia

### Infanzia
Figlio di Fabrizio Colonna (Roma 1557-Gibilterra 1580) e di Anna Borromeo, nipote perciò sia di Marcantonio Colonna sia (anche se di 2º grado) di Carlo Borromeo.

### Matrimonio
Sposò il 20 marzo 1589 Felice Orsina Peretti-Damasceni (1573 - 12 aprile 1621), nipote di Sisto V.

### Ascesa
Ebbe i titoli di IV Duca di Paliano, Gran Connestabile del Regno di Napoli, II Duca di Tagliacozzo, Principe Assistente al Soglio Pontificio, Marchese di Ceccano, Conte di Cave, Signore di Genazzano, Marino, Anticoli, Castro, Collepardo, Morulo, Piglio, Pofi, Ripi, Rocca di Cave, Rocca di Papa, Supino, Vallecorsa, Vico, e altre terre.

### Morte
Il principe Marcantonio morì, pochi giorni prima di compiere vent'anni, il 1º novembre 1595, venendo succeduto nei titoli dal figlio appena nato, Marcantonio IV.
La vedova Felice Orsina si rimaritò nel 1597 al marchese Muzio II Sforza di Caravaggio.

## Discendenza
Marcantonio III Colonna e Felice Orsina Peretti-Damasceni ebbero:
- Marcantonio IV Colonna, principe di Paliano e duca di Tagliacozzo.

## Ascendenza
|                                                 |                                        |                                       | Genitori                                   |  |  | Nonni |  |  | Bisnonni                              |  |  | Trisnonni                             |  |
|                                                 |                                        |                                       |                                            |  |  |       |  |  | Ascanio I Colonna, II duca di Paliano |  |  | Fabrizio I Colonna, I duca di Paliano |  |
|                                                 |                                        |                                       |                                            |  |  |       |  |  | Ascanio I Colonna, II duca di Paliano |  |  | Fabrizio I Colonna, I duca di Paliano |  |
|                                                 |                                        | Agnese di Montefeltro                 |                                            |  |  |       |  |  | Ascanio I Colonna, II duca di Paliano |  |  |                                       |  |
| Marcantonio Colonna, I principe di Paliano      |                                        |                                       |                                            |  |  |       |  |  | Ascanio I Colonna, II duca di Paliano |  |  |                                       |  |
|                                                 |                                        | Giovanna d'Aragona                    | Ferdinando d'Aragona, duca di Montalto     |  |  |       |  |  |                                       |  |  |                                       |  |
|                                                 |                                        | Giovanna d'Aragona                    | Ferdinando d'Aragona, duca di Montalto     |  |  |       |  |  |                                       |  |  |                                       |  |
|                                                 |                                        | Giovanna d'Aragona                    | Castellana Folch de Cardona                |  |  |       |  |  |                                       |  |  |                                       |  |
| Fabrizio Colonna di Paliano                     |                                        | Giovanna d'Aragona                    |                                            |  |  |       |  |  |                                       |  |  |                                       |  |
|                                                 |                                        | Girolamo Orsini, signore di Bracciano | Gian Giordano Orsini, conte di Tagliacozzo |  |  |       |  |  |                                       |  |  |                                       |  |
|                                                 |                                        | Girolamo Orsini, signore di Bracciano | Gian Giordano Orsini, conte di Tagliacozzo |  |  |       |  |  |                                       |  |  |                                       |  |
|                                                 |                                        | Girolamo Orsini, signore di Bracciano | Felice della Rovere                        |  |  |       |  |  |                                       |  |  |                                       |  |
| Felice Orsini                                   |                                        | Girolamo Orsini, signore di Bracciano |                                            |  |  |       |  |  |                                       |  |  |                                       |  |
|                                                 |                                        | Francesca Sforza                      | Bosio II Sforza, conte di Santa Fiora      |  |  |       |  |  |                                       |  |  |                                       |  |
|                                                 |                                        | Francesca Sforza                      | Bosio II Sforza, conte di Santa Fiora      |  |  |       |  |  |                                       |  |  |                                       |  |
|                                                 |                                        | Francesca Sforza                      | Costanza Farnese, marchesa di Proceno      |  |  |       |  |  |                                       |  |  |                                       |  |
| Marcantonio III Colonna, II principe di Paliano |                                        | Francesca Sforza                      |                                            |  |  |       |  |  |                                       |  |  |                                       |  |
|                                                 | Federico I Borromeo, VI conte di Arona | Giberto I Borromeo, V conte di Arona  |                                            |  |  |       |  |  |                                       |  |  |                                       |  |
|                                                 | Federico I Borromeo, VI conte di Arona | Giberto I Borromeo, V conte di Arona  |                                            |  |  |       |  |  |                                       |  |  |                                       |  |
|                                                 | Federico I Borromeo, VI conte di Arona | Maddalena di Brandeburgo              |                                            |  |  |       |  |  |                                       |  |  |                                       |  |
| Gilberto II Borromeo, VII conte di Arona        | Federico I Borromeo, VI conte di Arona |                                       |                                            |  |  |       |  |  |                                       |  |  |                                       |  |
|                                                 |                                        | Veronica Visconti                     | Galeazzo Visconti, consignore di Somma     |  |  |       |  |  |                                       |  |  |                                       |  |
|                                                 |                                        | Veronica Visconti                     | Galeazzo Visconti, consignore di Somma     |  |  |       |  |  |                                       |  |  |                                       |  |
|                                                 |                                        | Veronica Visconti                     | Antonia Mauruzi                            |  |  |       |  |  |                                       |  |  |                                       |  |
| Anna Borromeo                                   |                                        | Veronica Visconti                     |                                            |  |  |       |  |  |                                       |  |  |                                       |  |
|                                                 |                                        | Federico dal Verme                    | Taddeo dal Verme                           |  |  |       |  |  |                                       |  |  |                                       |  |
|                                                 |                                        | Federico dal Verme                    | Taddeo dal Verme                           |  |  |       |  |  |                                       |  |  |                                       |  |
|                                                 |                                        | Federico dal Verme                    | Luigia de' Paoli                           |  |  |       |  |  |                                       |  |  |                                       |  |
| Taddea dal Verme                                |                                        | Federico dal Verme                    |                                            |  |  |       |  |  |                                       |  |  |                                       |  |
|                                                 |                                        | Anna Schiner                          | Gaspare Schiner                            |  |  |       |  |  |                                       |  |  |                                       |  |
|                                                 |                                        | Anna Schiner                          | Gaspare Schiner                            |  |  |       |  |  |                                       |  |  |                                       |  |
|                                                 |                                        | Anna Schiner                          | …                                          |  |  |       |  |  |                                       |  |  |                                       |  |
|                                                 |                                        | Anna Schiner                          |                                            |  |  |       |  |  |                                       |  |  |                                       |  |